# Ligue européenne de hockey 1998-1999
Navigation
EHL 1998 EHL 2000
La Ligue européenne de hockey 1998-1999 est la 3e édition de la de la Ligue européenne de hockey organisée par la fédération internationale. Elle se déroula du 15 septembre 1998 au 14 février 1999.

## Premier tour
3 points sont attribués pour une victoire en temps réglementaire, 2 pour une victoire après prolongation, 1 pour une défaite en prolongation. Les deux premiers de chaque poule sont qualifiés.

### Groupe A
| Team #1          | Score    | Team #2          |
| ---------------- | -------- | ---------------- |
| Eisbären Berlin  | 4:2      | HC Dukla Jihlava |
| Djurgårdens IF   | 1:3      | Jokerit Helsinki |
| Eisbären Berlin  | 4:3 (ap) | Djurgårdens IF   |
| Jokerit Helsinki | 4:3      | HC Dukla Jihlava |
| Jokerit Helsinki | 1:3      | Eisbären Berlin  |
| HC Dukla Jihlava | 5:2      | Djurgårdens IF   |
| Eisbären Berlin  | 5:4 (ap) | Jokerit Helsinki |
| Djurgårdens IF   | 4:1      | HC Dukla Jihlava |
| Djurgårdens IF   | 3:1      | Eisbären Berlin  |
| HC Dukla Jihlava | 2:4      | Jokerit Helsinki |
| Jokerit Helsinki | 4:3      | Djurgårdens IF   |
| HC Dukla Jihlava | 2:4      | Eisbären Berlin  |

#### Classement
| Rank | Team             | Points |
| 1    | Eisbären Berlin  | 13     |
| 2    | Jokerit Helsinki | 13     |
| 3    | Djurgårdens IF   | 7      |
| 4    | HC Dukla Jihlava | 3      |

### Groupe B
| Team #1              | Score    | Team #2              |
| -------------------- | -------- | -------------------- |
| Färjestads BK        | 4:3 (ap) | HC Slovan Bratislava |
| HIFK                 | 9:3      | Frankfurt Lions      |
| Färjestads BK        | 4:3 (ap) | Frankfurt Lions      |
| HC Slovan Bratislava | 1:2 (ap) | HIFK                 |
| Frankfurt Lions      | 4:3 (ap) | HC Slovan Bratislava |
| HIFK                 | 5:3      | Färjestads BK        |
| Färjestads BK        | 5:1      | HIFK                 |
| HC Slovan Bratislava | 5:2      | Frankfurt Lions      |
| Frankfurt Lions      | 4:6      | Färjestads BK        |
| HIFK                 | 3:2      | HC Slovan Bratislava |
| Frankfurt Lions      | 4:7      | HIFK                 |
| HC Slovan Bratislava | 3:2      | Färjestads BK        |

#### Classement
| Rank | Team                 | Points |
| 1    | HIFK                 | 14     |
| 2    | Färjestads BK        | 10     |
| 3    | HC Slovan Bratislava | 9      |
| 4    | Frankfurt Lions      | 3      |

### Groupe C
| Team #1          | Score    | Team #2          |
| ---------------- | -------- | ---------------- |
| EV Zug           | 7:3      | Vålerenga        |
| VEU Feldkirch    | 3:2 (ap) | HK Dinamo Moscou |
| EV Zug           | 5:8      | HK Dinamo Moscou |
| Vålerenga        | 4:3 (ap) | VEU Feldkirch    |
| HK Dinamo Moscou | 9:4      | Vålerenga        |
| VEU Feldkirch    | 3:4 (ap) | EV Zug           |
| EV Zug           | 7:4      | VEU Feldkirch    |
| Vålerenga        | 5:6 (ap) | HK Dinamo Moscou |
| HK Dinamo Moscou | 3:1      | EV Zug           |
| VEU Feldkirch    | 3:1      | Vålerenga        |
| HK Dinamo Moscou | 7:4      | VEU Feldkirch    |
| Vålerenga        | 5:3      | EV Zug           |

#### Classement
| Rank | Team             | Points |
| 1    | HK Dinamo Moscou | 15     |
| 2    | EV Zug           | 8      |
| 3    | VEU Feldkirch    | 7      |
| 4    | Vålerenga        | 6      |

### Groupe D
| Team #1          | Score    | Team #2          |
| ---------------- | -------- | ---------------- |
| HC Bolzano       | 1:4      | Leksands IF      |
| Manchester Storm | 4:2      | Ilves Tampere    |
| HC Bolzano       | 1:2      | Manchester Storm |
| Ilves Tampere    | 2:3      | Leksands IF      |
| HC Bolzano       | 2:6      | Ilves Tampere    |
| Leksands IF      | 2:3 (ap) | Manchester Storm |
| Manchester Storm | 2:3 (ap) | Leksands IF      |
| Ilves Tampere    | 5:2      | HC Bolzano       |
| Leksands IF      | 2:4      | Ilves Tampere    |
| Manchester Storm | 2:5      | HC Bolzano       |
| Leksands IF      | 6:3      | HC Bolzano       |
| Ilves Tampere    | 7:3      | Manchester Storm |

#### Classement
| Rank | Team             | Points |
| 1    | Ilves Tampere    | 12     |
| 2    | Leksands IF      | 12     |
| 3    | Manchester Storm | 9      |
| 4    | HC Bolzano       | 3      |

### Groupe E
| Team #1                       | Score    | Team #2                       |
| ----------------------------- | -------- | ----------------------------- |
| Metallourg Magnitogorsk       | 4:7      | HC Sparta Prague              |
| HC Fribourg-Gottéron          | 2:4      | Brûleurs de loups de Grenoble |
| Brûleurs de loups de Grenoble | 2:12     | Metallourg Magnitogorsk       |
| HC Sparta Prague              | 5:1      | HC Fribourg-Gottéron          |
| HC Fribourg-Gottéron          | 3:6      | Metallourg Magnitogorsk       |
| Brûleurs de loups de Grenoble | 0:3      | HC Sparta Prague              |
| HC Sparta Prague              | 4:3      | Brûleurs de loups de Grenoble |
| Metallourg Magnitogorsk       | 7:0      | HC Fribourg-Gottéron          |
| HC Fribourg-Gottéron          | 2:6      | HC Sparta Prague              |
| Metallourg Magnitogorsk       | 9:3      | Brûleurs de loups de Grenoble |
| Brûleurs de loups de Grenoble | 4:3 (ap) | HC Fribourg-Gottéron          |
| HC Sparta Prague              | 2:3      | Metallourg Magnitogorsk       |

#### Classement
| Rank | Team                          | Points |
| 1    | HC Sparta Prague              | 15     |
| 2    | Metallourg Magnitogorsk       | 15     |
| 3    | Brûleurs de loups de Grenoble | 5      |
| 4    | HC Fribourg-Gottéron          | 1      |

### Groupe F
| Team #1                 | Score    | Team #2                 |
| ----------------------- | -------- | ----------------------- |
| Ayr Scottish Eagles     | 3:6      | Adler Mannheim          |
| HC Chemopetrol Litvínov | 1:4      | Ak Bars Kazan           |
| Ak Bars Kazan           | 5:4 (ap) | Adler Mannheim          |
| Ayr Scottish Eagles     | 4:3      | HC Chemopetrol Litvínov |
| Ak Bars Kazan           | 2:4      | Ayr Scottish Eagles     |
| Adler Mannheim          | 6:0      | HC Chemopetrol Litvínov |
| Ayr Scottish Eagles     | 3:1      | Ak Bars Kazan           |
| HC Chemopetrol Litvínov | 5:4 (ap) | Adler Mannheim          |
| Adler Mannheim          | 2:7      | Ak Bars Kazan           |
| HC Chemopetrol Litvínov | 5:4 (ap) | Ayr Scottish Eagles     |
| Ak Bars Kazan           | 3:2      | HC Chemopetrol Litvínov |
| Adler Mannheim          | 6:5      | Ayr Scottish Eagles     |

#### Classement
| Rank | Team                    | Points |
| 1    | Ak Bars Kazan           | 11     |
| 2    | Adler Mannheim          | 11     |
| 3    | Ayr Scottish Eagles     | 10     |
| 4    | HC Chemopetrol Litvínov | 4      |

## 2etour
Disputé les 5 et 12 janvier 1999 en aller-retour. Si chaque équipe remporte un match, quel que soit le score, on procède à une prolongation, puis éventuellement à des tirs au but. Autre particularité du règlement, toute nation ayant trois qualifiés pour les play-offs verra deux d'entre eux s'affronter obligatoirement.
| Team #1                 | Score          | Team #2                 |
| ----------------------- | -------------- | ----------------------- |
| Metallourg Magnitogorsk | 4:2            | Ak Bars Kazan           |
| Jokerit Helsinki        | 2:3            | HIFK                    |
| Färjestads BK           | 3:5            | Eisbären Berlin         |
| Adler Mannheim          | 6:4            | HC Sparta Praha         |
| Leksands IF             | 2:1            | HK Dinamo Moscou        |
| EV Zug                  | 3:5            | Ilves Tampere           |
| Ak Bars Kazan           | 3:2 (0:1 tab)  | Metallourg Magnitogorsk |
| HIFK                    | 7:5            | Jokerit Helsinki        |
| Eisbären Berlin         | 3:1            | Färjestads BK           |
| HC Sparta Praha         | 10:4 (0:1 tab) | Adler Mannheim          |
| HK Dinamo Moscou        | 3:1 (ap)       | Leksands IF             |
| Ilves Tampere           | 6:3            | EV Zoug                 |

Le règlement permet à Mannheim de continuer, malgré une défaite 10-4 encaissé à Prague.

## 3etour
Disputé du 22 au 24 janvier 1999 à Berlin (groupe A) et Helsinki (Groupe B). Les deux premiers de chaque groupe sont qualifiés pour le dernier carré.

### Groupe A
| Team #1         | Score | Team #2          |
| --------------- | ----- | ---------------- |
| Eisbären Berlin | 5:3   | Adler Mannheim   |
| Adler Mannheim  | 1:6   | HK Dinamo Moscou |
| Eisbären Berlin | 2:2   | HK Dinamo Moscou |

#### Classement
| Rank | Team             | Points |
| 1    | HK Dinamo Moscou | 3      |
| 2    | Eisbären Berlin  | 3      |
| 3    | Adler Mannheim   | 0      |

### Groupe B
| Team #1       | Score | Team #2                 |
| ------------- | ----- | ----------------------- |
| HIFK          | 4:5   | Ilves Tampere           |
| Ilves Tampere | 2:2   | Metallourg Magnitogorsk |
| HIFK          | 1:3   | Metallourg Magnitogorsk |

#### Classement
| Rank | Team                    | Points |
| 1    | Metallourg Magnitogorsk | 3      |
| 2    | Ilves Tampere           | 3      |
| 3    | HIFK                    | 0      |

## Dernier carré
Disputé les 13 et 14 février 1999 à Moscou, Russie.

### Demi-finales
| Team #1                 | Score | Team #2         |
| ----------------------- | ----- | --------------- |
| HK Dinamo Moscou        | 3:1   | Ilves Tampere   |
| Metallourg Magnitogorsk | 5:1   | Eisbären Berlin |

### Match pour la3eplace
| Team #1         | Score | Team #2       |
| --------------- | ----- | ------------- |
| Eisbären Berlin | 4:1   | Ilves Tampere |

### Finale
| Team #1          | Score | Team #2                 |
| ---------------- | ----- | ----------------------- |
| HK Dinamo Moscou | 1:2   | Metallourg Magnitogorsk |

## Effectif vainqueur
| Vainqueurs HK Metallourg Magnitogorsk | Gardiens de but : Sergueï Zemtchenok, Boris Tortounov Défenseurs : Vladimir Antipine, Vadim Glovatski, Oleg Leontiev, Aleh Mikoultchyk, Valeri Nikouline, Andreï Sapojnikov, Igor Zemlianoï, Andreï Sokolov, Sergueï Tertychny Attaquants : Mikhaïl Borodouline, Aleksandr Golts, Sergueï Gomoliako, Ravil Gousmanov, Valeri Karpov, Aleksandr Korechkov, Ievgueni Korechkov, Andreï Koudinov, Sergueï Ossipov, Andreï Petrakov, Dmitri Popov, Andreï Razine, Alekseï Stepanov, Konstantin Chafranov Entraîneur en chef : Valeri Belooussov |